# Allium suaveolens
Espèce
Synonymes
- Allium appendiculatum Pers.[2]
- Allium appendiculatum Ramond ex Pers.[1]
- Allium serotinum Lapeyr.[1]
- Endotis pyrenaica Raf.[1]

Statut de conservation UICN

 LC  : Préoccupation mineure
Allium suaveolens est une espèce végétale herbacée monocotylédone de la famille des Amaryllidacées. Elle est également connue sous le nom d'ail odorant.

## Description
L'allium suaveolens peut mesurer jusqu'à 40 cm de haut.
Elle fleurit de juillet à septembre et produit alors des fleurs se développant en ombelle.

## Répartition
L'ail odorant est largement observé en Europe centrale. On retrouve parfois cette plante dans certaines zones d'Europe du Sud, comme les Balkans, l'Espagne et Andorre.
Selon l'Inventaire national du patrimoine naturel, certaines observation de cette espèces auraient également été recensées aux États-Unis. 

## Liste des sous-espèces et variétés
Selon Tropicos (14 octobre 2023) (Attention liste brute contenant possiblement des synonymes) :
- Allium suaveolens subsp. serotinum (Lapeyr.) Nyman
- Allium suaveolens var. appendiculatum (Ramond ex Pers.) Nyman